# Salcie albă
Salix alba (salcia albă, răchita albă) este o specie de salcie nativă din Europa și Asia centrală și de vest. Denumirea sa provine de la aspectul albicios al părții inferioare a frunzelor.